# Pierre-Marie Hilaire
Pierre-Marie Hilaire (né le 19 novembre 1965 à Deshaies) est un athlète français spécialiste du 400 mètres.

## Carrière
En 1993, Hilaire se classe quatrième de la finale du relais 4 × 400 m des Championnats du monde de Stuttgart aux côtés de Jean-Louis Rapnouil, Jacques Farraudière et Stéphane Diagana, établissant en 3 min 00 s 09 un nouveau record de France. L'année suivante, le relais français décroche la médaille d'argent des Championnats d'Europe d'Helsinki derrière le Royaume-Uni. Auteur de la meilleure performance de sa carrière sur 400 m en 1995 (45 s 65), il monte sur la deuxième marche du podium des Championnats d'Europe en salle 1996, derrière le Britannique Du'aine Ladejo. L'année suivante, Hilaire remporte la médaille de bronze du 4 × 400 m aux mondiaux en salle de Paris-Bercy derrière les États-Unis et la Jamaïque.
Licencié toute sa carrière à l'AC Bouillante, Pierre-Marie Hilaire compte 20 sélections en équipe de France. Il met un terme à sa carrière à l'issue de la saison 2001.

## Décoration
- Médaille de la jeunesse, des sports et de l'engagement associatif, argent (2025)[1].

## Palmarès
| Date | Compétition                    | Lieu      | Résultat | Épreuve   |
| ---- | ------------------------------ | --------- | -------- | --------- |
| 1993 | Championnats du monde          | Stuttgart | 4e       | 4 × 400 m |
| 1994 | Championnats d'Europe          | Helsinki  | 2e       | 4 × 400 m |
| 1996 | Championnats d'Europe en salle | Stockholm | 2e       | 400 m     |
| 1997 | Championnats du monde en salle | Paris     | 3e       | 4 × 400 m |
| 1999 | Championnats du monde          | Séville   | 4e       | 4 × 400 m |